# Lavandula

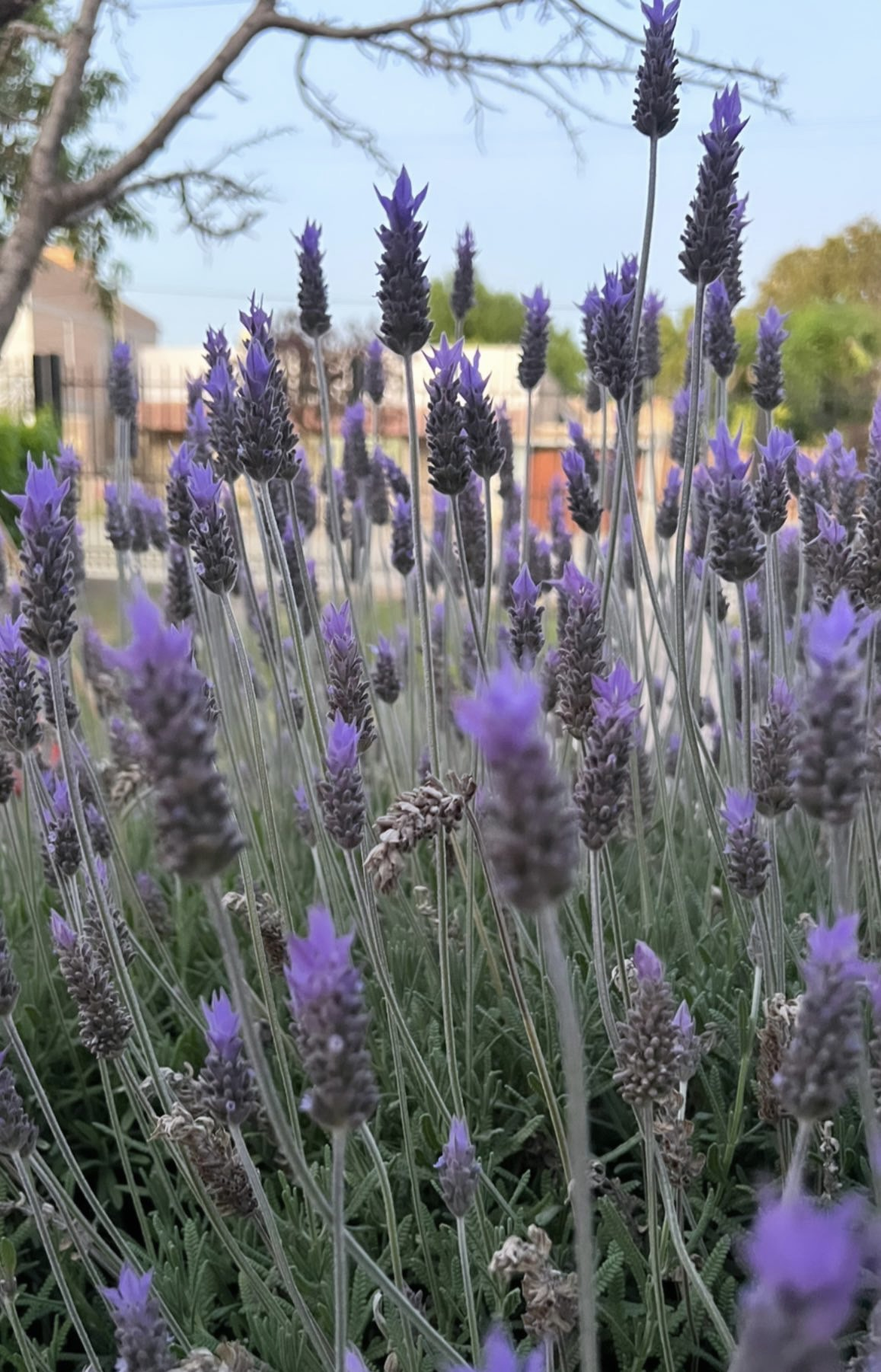
Planta de lavanda en primavera

Lavandula es un género de plantas de la familia de las lamiáceas, que contiene unas sesenta especies y taxones infraespecíficos aceptados de los algo más de doscientos descritos; se las conoce como lavanda, alhucema, espliego o cantueso, entre otros muchos nombres comunes.

## Descripción
Son plantas sufruticosas, perennes de tallos de sección cuadrangular, generalmente muy foliosos en la parte inferior, con hojas de estrechamente lanceoladas a anchamente elípticas, enteras, dentadas o varias veces divididas, con pelos simples, ramificados y glandulíferos. La inflorescencia es espiciforme, formada por verticilastros más o menos próximos, con frecuencia con largos escapos. Las brácteas son diferentes de las hojas, frecuentemente coloreadas, las superiores, a veces, muy diferentes y sobresalientes en penacho o corona. El cáliz tiene cinco dientes triangulares pequeños, el superior generalmente acabado en un apéndice más o menos elíptico, en forma de pequeño opérculo que cierra la garganta del cáliz; el tubo de este último presenta de  ocho a quince nervios y no tiene anillo interno de pelos (carpostegio). La corola es bilabiada, de color lavanda, lila, azul o violeta, raramente blanco; el labio superior tiene dos lóbulos y el inferior tres, todos de tamaño parecido. Tiene cuatro estambres, didínamos, los superiores más cortos, en general no sobresalientes del tubo; el estilo es capitado. El fruto es una tetra-núcula, cada una de forma elipsoide, de color castaño.

## Distribución
La lavanda es nativa de la cuenca mediterránea, originaria de Francia (Alpes, Vaucluse y Dròme) y España. Se encuentra principalmente en las regiones más cálidas del Mediterráneo en tierras alcalinas. Hoy en día se cultiva de manera dispersa, desde la región macaronésica, pasando por la mitad Norte de África, la Península arábiga y el Sur de Asia hasta la India. Se han introducido unas cuantas especies, híbridos y cultivares en numerosos países para su cultivo intensivo destinado esencialmente a su destilación.
Es destacable el caso de Brihuega (Guadalajara), donde los turistas posan vestidos de blanco en los campos de lavanda.

## Etimología
Lavandula: nombre genérico que se derivaría del francés antiguo lavandre y este del latín lǎvo, lǎvātum, -āre ‘lavar, limpiar’, refiriéndose al uso de infusiones de las plantas para el lavado. Sin embargo, se ha sugerido que esta explicación puede ser errónea, y que el nombre podría derivarse del latín līvěo, -ēre ‘ser azulado’, etimología mucho más plausible que la anterior ya que, entre otras cosas, se refiere al color habitual de las flores de dichas plantas y, además, no consta que en la Antigüedad se lavase con lavanda.

## Usos
Estas plantas se usan desde la antigüedad como ornamentales y para la obtención de esencias, aromatizantes y condimentarias. Hay numerosos testimonios a lo largo de los siglos en diferentes libros sobre sus usos en medicina, aseo y belleza. Desde su utilización  por egipcios y griegos para perfumes, por romanos en sus baños, a lo largo de la historia ha jugado un papel muy versátil en perfumería, medicina natural e incluso en cocina.
Las más utilizadas son el espliego (L. angustifolia, L. latifolia) y los lavandines de origen híbrido (abrial, super, grosso) y, en menor medida, L. dentata, L. stoechas y L. pedunculata. La cantidad de aceite esencial obtenido varía según la especie, estación y método de destilación. Esta esencia se utiliza principalmente en industrias de productos de tocador y de perfumería y, ocasionalmente, en pomadas, etc., para enmascarar olores desagradables y para conciliar el sueño. También se usan para repeler a los mosquitos gracias a su increíble olor.

## Aceite esencial de lavanda
Como se ha indicado anteriormente, de la lavanda Lavandula angustifolia se puede extraer un aceite esencial, que tiene unos matices dulces y puede utilizarse en bálsamos,  perfumes, cosméticos y aplicaciones tópicas. Lavandula × intermedia, también conocida como lavandín o lavanda holandesa, produce un aceite esencial similar, pero con niveles más altos de terpenos, incluyendo alcanfor, que añaden un tono más agudo a la fragancia.
Los híbridos lavandinas Lavandula × intermedia son una clase de híbridos de Lavandula angustifolia y Lavandula latifolia. Las lavandinas se cultivan ampliamente para su uso comercial, ya que sus flores suelen ser más grandes que las de la lavanda angustifolia y las plantas suelen ser más fáciles de cosechar, pero el aceite de lavandín es considerado por algunos como de menor calidad que el de la lavanda angustifolia, con un perfume menos dulce.
La Food and Drug Administration de Estados Unidos considera la lavanda como "generalmente reconocida como segura" (GRAS) para el consumo humano. El aceite esencial se utilizó en los hospitales durante la Primera Guerra Mundial.

### Componentes fitoquímicos
Se han extraído unos cien componentes fitoquímicos individuales del aceite de lavanda, incluyendo contenidos importantes de acetato de linalilo (30-55 %), linalol (20-35 %), taninos (5-10 %), y cariofileno (8 %), con cantidades menores de sesquiterpenoides, alcohol perilico, éster, óxido, cetona, cineol, alcanfor, beta-ocimeno, limoneno, ácido caproico y óxido de cariofileno. Las cantidades relativas de estos compuestos varían considerablemente entre las distintas especies de lavanda.

## Taxonomía
El género fue descrito por Carlos Linneo y publicado en Species Plantarum (1753), y su descripción ampliada y pormenorizada en Genera Plantarum (1754).

## Tabla taxonómica
Tabla basada en la clasificación de Upson and Andrews, 2004

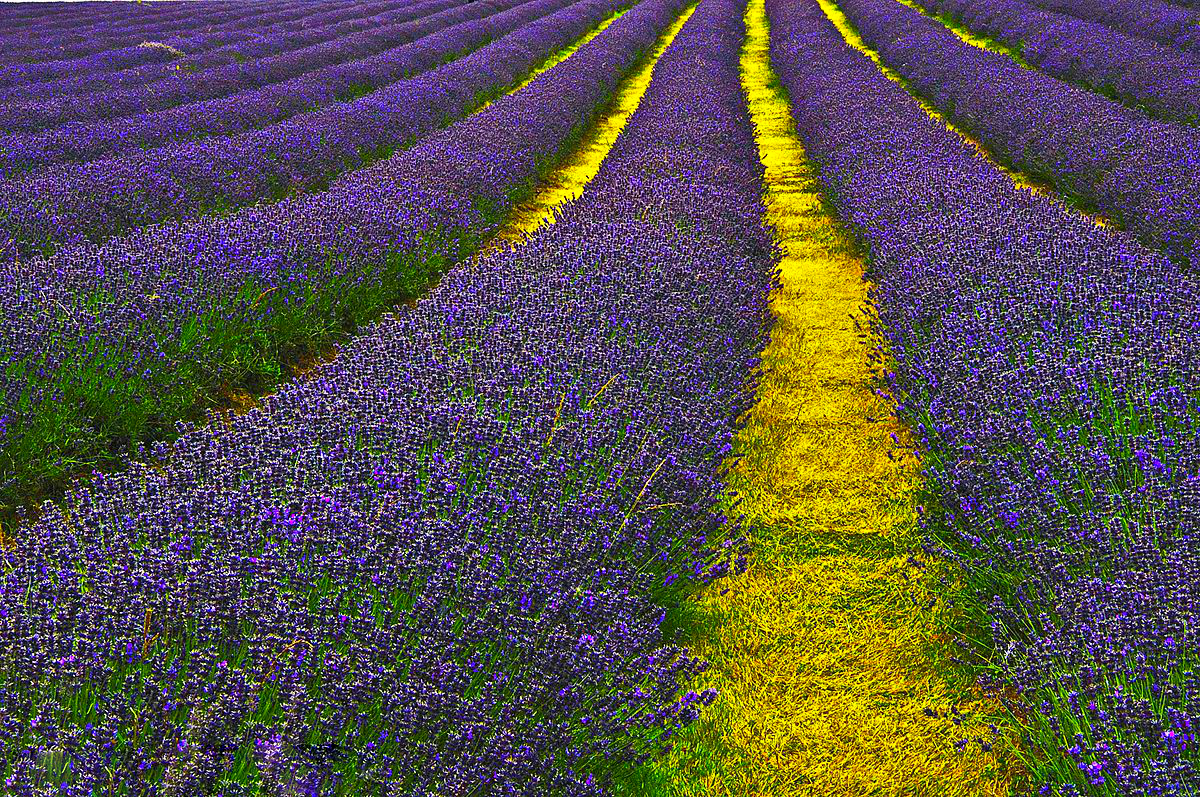
Campo de Lavandas, Carshalton, Municipio de Sutton (Londres).

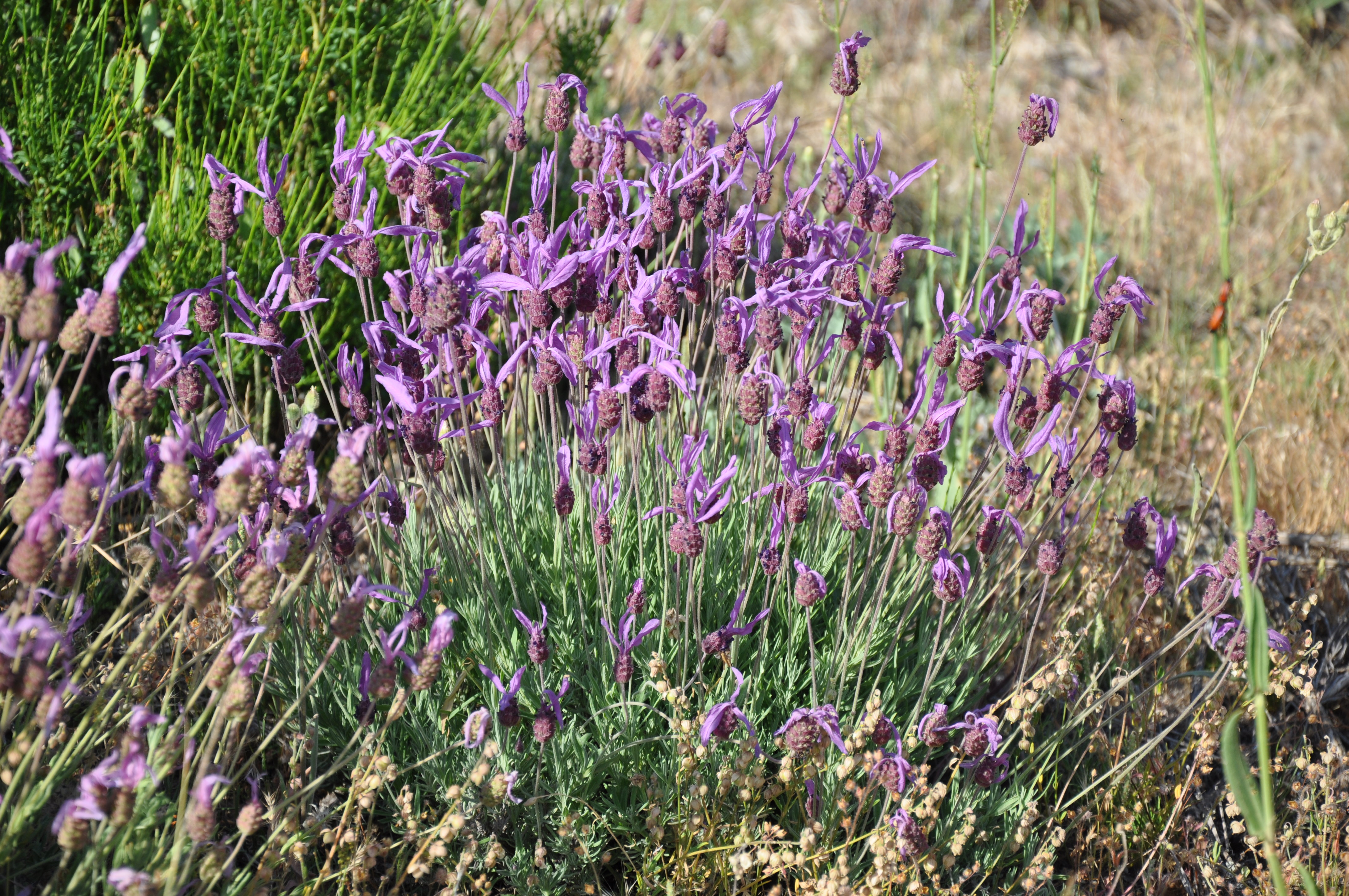
Lavadula pedunculata subsp. pedunculata en la Sierra de Ávila, España.

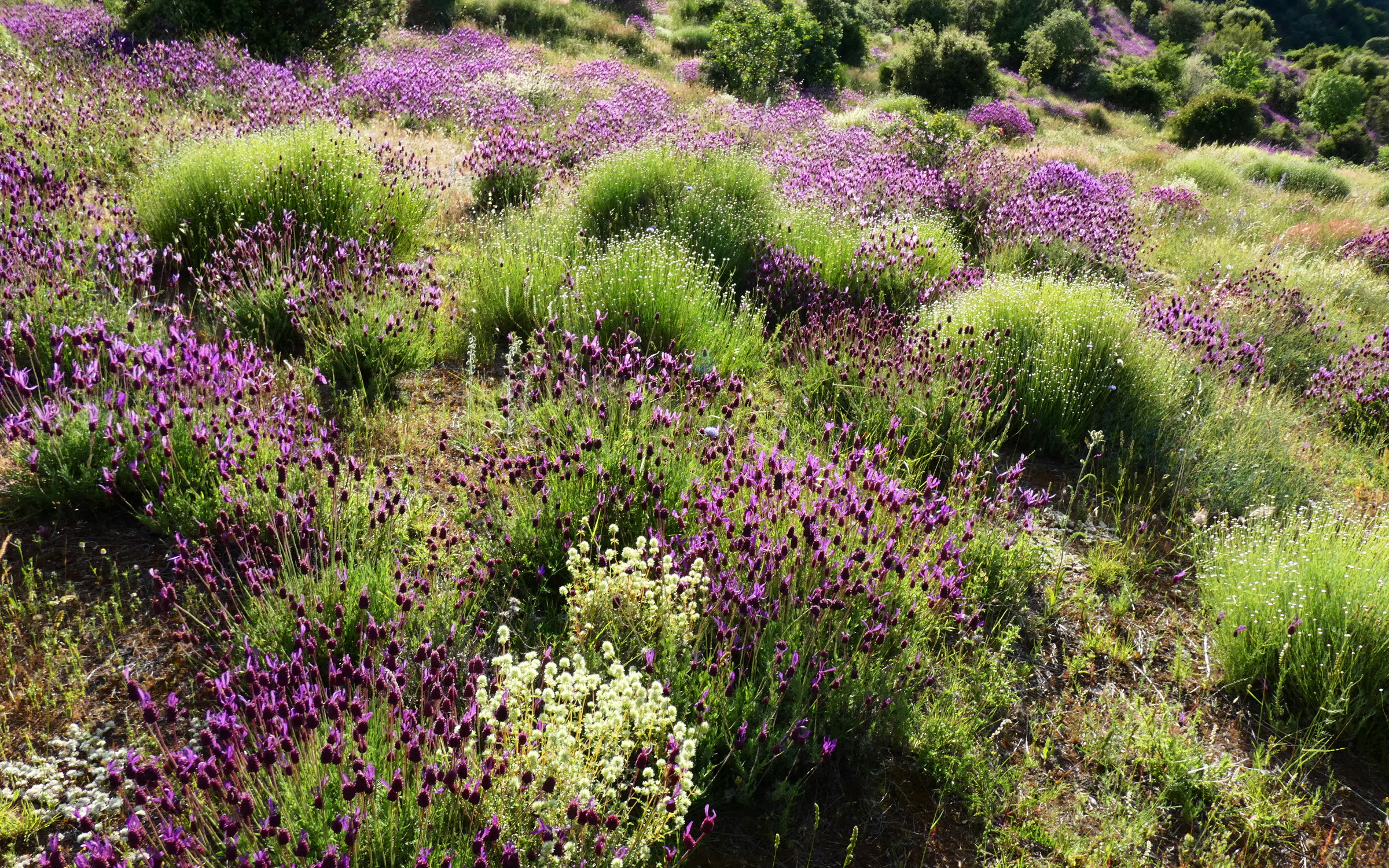
Cantuesos o espliegos,tomillos y botoneras en El Tiemblo

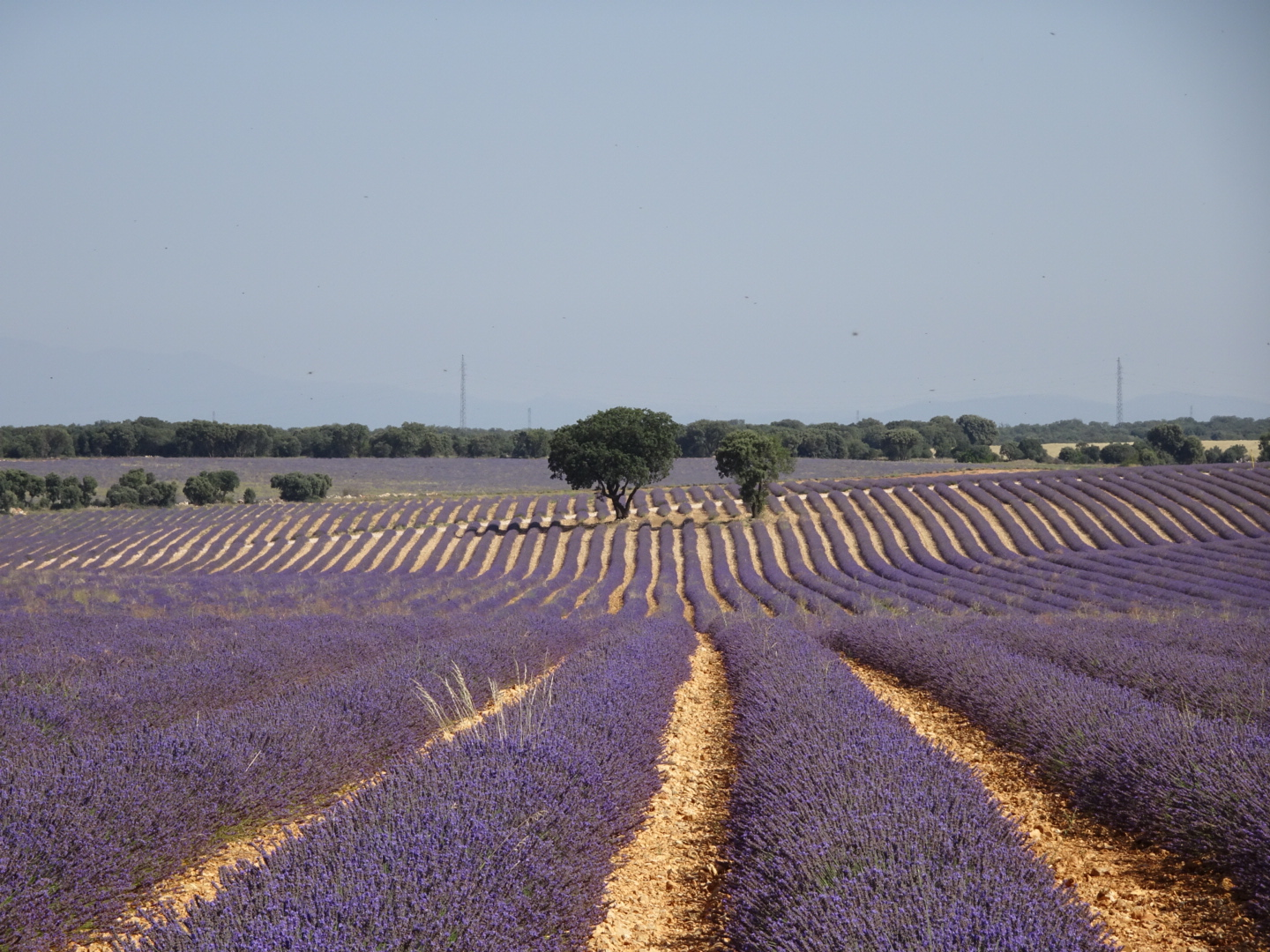
Campos de lavanda o lavandín (Lavandula × intermedia) en Brihuega, La Alcarria, (Guadalajara), España

| I. Subgenus Lavandula Upson & S.Andrews i. Sección Lavandula (3 especies) - Lavandula angustifolia Mill. subsp. angustifolia de Cataluña y Pirineos. subsp. pyrenaica del sureste de Francia y áreas adyacentes de Italia - Lavandula latifolia Medik – nativa del centro y este de España, sur de Francia y norte Italia. - Lavandula lanata Boiss. – nativa del sur de España. Híbridos - Lavandula × chaytorae Upson & S. Andrews (L. angustifolia subsp. angustifolia × L. lanata) - Lavandula × intermedia Emeric ex Loisel. (L. angustifolia subsp. angustifolia × L. latifolia) ii. Sección Dentatae Suárez-Cerv. & Seoane-Camba (1 especie) - Lavandula dentata L. desde el este de España, norte de Argelia y Marruecos y suroeste de Marruecos. var. dentata (rosea, albiflora), candicans (persicina) [Batt.] iii. Sección Stoechas Ging. (3 especies) - Lavandula stoechas L. subsp. stoechas de regiones principalmente costeras del este de España, sur de Francia, oeste de Italia, Grecia, Bulgaria, Turquía mediterránea, costa levantina y la mayoría de las islas mediterráneas. subsp. luisieri nativo de la costa y el interior de Portugal y zonas adyacentes de España. - Lavandula pedunculata Mill.(Cav.) subsp. pedunculata – España y Portugal. subsp. cariensis – desde el oeste de Turquía al sur de Bulgaria. subsp. atlantica – del Marruecos montano. subsp. lusitanica – sur de Portugal y suroeste de España. subsp. sampaiana – de Portugal y suroeste de España. - Lavandula viridis L'Her. – nativa del suroeste de España, sur de Portugal, y posiblemente también de Madeira. Híbridos interseccionales (Dentatae y Lavendula) - Lavandula × heterophylla Viv. (L. dentata × L. latifolia) - Lavandula × allardii - Lavandula × ginginsii Upson & S. Andrews (L. dentata × L. lanata) II. Subgenus Fabricia (Adams.) Upson & S. Andrews iv. Sección Pterostoechas Ging. (16 especies) - Lavandula multifida L. – es nativa de una amplia gama que incluye Marruecos, el sur de Portugal y España, el norte de Argelia, Túnez, Tripolitania, Calabria y Sicilia, con poblaciones aisladas en el valle del Nilo. - Lavandula canariensis Mill., de las islas Canarias. subsp. palmensis – de La Palma. subsp. hierrensis – del El Hierro. subsp. canariensis – de Tenerife. subsp. canariae – de Gran Canaria. subsp. fuerteventurae – de Fuerteventura. subsp. gomerensis – de La Gomera. subsp. lancerottensis – de Lanzarote. - Lavandula minutolii Bolle – Islas Canarias. subsp. minutolii subsp. tenuipinna - Lavandula bramwellii Upson & S. Andrews – de Gran Canaria. - Lavandula pinnata L. – de Canarias y también Madeira. - Lavandula buchii Webb & Berthel. – Tenerife. - Lavandula rotundifolia Benth. – Islas de Cabo Verde. - Lavandula maroccana Murb. – Montañas del Atlas en Marruecos. - Lavandula tenuisecta Coss. ex Ball – Montañas del Atlas en Marruecos. - Lavandula rejdalii Upson & Jury – Marruecos. - Lavandula mairei Humbert – Marruecos. - Lavandula coronopifolia Poir. – Tiene una amplia distribución, desde Cabo Verde a través del norte de África, el noreste de África tropical, Arabia hasta el este de Irán. - Lavandula saharica Upson & Jury – sur de Argelia y regiones cercanas. - Lavandula antineae Maire – Región central del Sahara. subsp. antinae subsp. marrana subsp. tibestica - Lavandula pubescens Decne. – desde Egipto y Eritrea, Sinai, Israel y Palestina, Jordania, oeste de la península arábiga hasta Yemen. - Lavandula citriodora A.G. Mill. – suroeste de la península arábiga. Híbridos - Lavandula × christiana Gattef. & Maire (L. pinnata × L. canariensis) v. Sección Subnudae Chaytor (10 especies) - Lavandula subnuda Benth. – de las montañas de Omán y de Emiratos Árabes Unidos. - Lavandula macra Baker – sur de la península arábiga y norte de Somalia. - Lavandula dhofarensis A.G. Mill. – desde Dhofar en el sur de Omán. subsp. dhofarensis subsp. ayunensis - Lavandula samhanensis Upson & S. Andrews – Dhofar, Omán. - Lavandula setifera T. Anderson – de las regiones costeras de Yemen y Somalia. - Lavandula qishnensis Upson & S. Andrews – sur de Yemen. - Lavandula nimmoi Benth. – de Socotra. - Lavandula galgalloensis A.G. Mill. – norte de Somalia. - Lavandula aristibracteata A.G. Mill. – norte de Somalia. - Lavandula somaliensis Chaytor – norte de Somalia. vi. Sección Chaetostachys Benth. (2 especies) - Lavandula bipinnata (Roth) Kuntze – de la península del Decán y centro norte de la India. - Lavandula gibsonii J. Graham – oeste de Ghats, India. vii. Sección Hasikenses Upson & S. Andrews (2 especies) - Lavandula hasikensis A.G. Mill. – Omán. - Lavandula sublepidota Rech. f. – lejos, en el sur de Irán. III. Subgenus Sabaudia (Buscal. & Muschl.) Upson & S. Andrews viii. SecciónSabaudia (Buscal. & Muschl.) Upson & S. Andrews (2 especies) - Lavandula atriplicifolia Benth. – oeste de la península arábiga , Egipto. - Lavandula erythraeae (Chiov.) Cufod. – de Eritrea. |

### Taxones en España
En la Península ibérica están presentes los siguientes taxones:
| Naturales                        | Híbridos                                            |
| -------------------------------- | --------------------------------------------------- |
| Lavandula angustifolia           | Lavandula angustifolia angustifolia × latifolia     |
| Lavandula angustifolia pyrenaica | Lavandula angustifolia pyrenaica × latifolia        |
| Lavandula dentata                | Lavandula angustifolia × dentata                    |
| Lavandula lanata                 | Lavandula dentata × lanata,                         |
| Lavandula latifolia              | Lavandula dentata × latifolia (= L. × heterophylla) |
| Lavandula multifida              | Lavandula lanata × latifolia                        |
| Lavandula pedunculata            | Lavandula pedunculata × stoechas                    |
| Lavandula stoechas               | Lavandula pedunculata × viridis                     |
| Lavandula stoechas luisieri      | Lavandula stoechas × viridis                        |
| Lavandula stoechas stoechas      |                                                     |
| Lavandula viridis                |                                                     |

En las islas Canarias se encuentran las siguientes especies endémicas:
- Lavandula bramwelii Upson & S. Andrews
- Lavandula buchii Webb
- Lavandula canariensis Mill.
- Lavandula minutolii Bolle
- Lavandula pinnata L.f.

## Honores
La lavanda es la flor nacional de Portugal.

## Véase también

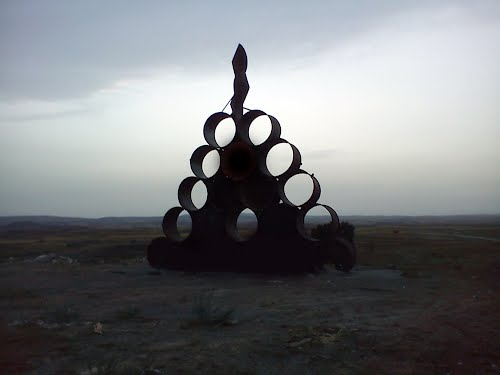
Monumento al Espigolero, en Escorihuela